# Władysław Gomułka
Władysław Gomułka (vwaˈdɨswaf ɡɔˈmuwka 6 tháng 2 năm 1905 – 1 tháng 9 năm 1982) là một chính trị gia người Ba Lan cộng sản. Ông là lãnh đạo của Ba Lan sau chiến tranh cho đến năm 1948. Theo Ba Lan tháng Mười ông trở thành lãnh đạo một lần nữa từ năm 1956 đến năm 1970. Gomułka ban đầu rất nổi tiếng với những cải cách của ông; tìm kiếm một cách "Ba Lan để chủ nghĩa xã hội"; và tăng thời gian được gọi là "Gomułka's tan băng". Tuy nhiên, trong những năm 1960, ông trở nên cứng nhắc và độc đoán hơn - sợ gây mất ổn định hệ thống, ông không có khuynh hướng giới thiệu hoặc cho phép thay đổi. Vào những năm 1960, ông ủng hộ cuộc bức hại Giáo hội Công giáo và trí thức (đáng chú ý là Leszek Kołakowski, người bị buộc phải lưu vong).
Ông qua đời năm 1982 ở tuổi 77 vì ung thư phổi.